# 阮志勇
阮志勇（1960年8月5日—），越南政治人物，生于河静省，越南共产党成员，现任第十三届越共中央委员、政府副總理。

## 生平
阮志勇于1977年加入越南人民军，並以士官的身份在河内交通与铁道大学（今交通运输大学）就读，1983年毕业后成为工兵司令部279旅的士官，后借调至交通运输部，随即又转入国家合作与投资委员会（今計劃投資部）任职，先后担任该部会外资项目管理司专员、副司长、司长，2008年升任该部副部长。2009年，他外放至宁顺省，出任该省党委副书记、省人民委员会主席，2010年升任越共宁顺省委书记，並兼任省人民议会主席，期间亦于2011年当选为越南共產黨第十一屆中央委員會委員。
2014年2月，阮志勇调回河内，再度出任計劃投資部副部长。2016年1月，当选为越南共產黨第十二屆中央委員會委員，同年4月，获得新任总理阮春福提名为計劃投資部部长，随即走马上任。2021年1月，在越共十三大上继续当选为越共中央委员，並继续担任計劃投資部長直到計畫投資部及財政部於2025年2月18日合併，阮志勇也隨即升任政府副總理。